# 特韋爾多赫利比 (波爾塔瓦區)
49°29′23″N 34°18′5″E / 49.48972°N 34.30139°E
特韋爾多赫利比（烏克蘭語：Твердохліби），是烏克蘭的村落，位於該國中部波爾塔瓦州，由波爾塔瓦區負責管轄，分別距離米海利基0.5公里和特韋爾多赫利比2公里，海拔高度88米，2001年人口32。